# 真野頼包
真野 頼包（まの よりかね）は、安土桃山時代から江戸時代初期の武将、大名。豊臣家の譜代家臣で、大坂七手組頭の1人。

## 略歴
豊臣秀吉の馬廻だった真野蔵人助宗の子。頼包の通称は豊後守で、『妙心寺寺伝』にある衡梅院を中興したという、大橋長将の子、助宗の養子という真野蔵人一綱なる人物は、実在するとしても別人である。
慶長年間に父・助宗の跡を継いで七手組頭となる。秀吉の死後には豊臣秀頼に仕えた。父の死で知行1万石を相続。
慶長19年（1614年）の大坂冬の陣、翌年（1615年）の大坂夏の陣を戦う。『山口休庵咄』や『大坂御陣覚書』では、大坂城落城に際して伊木遠雄と刺し違えて自害とあるが、誤伝らしく、落城の際に脱出して、後に藤堂高虎に仕えた。

### 木村重成妻
頼包には慶長3年（1598年）に生まれた娘がおり、秀頼の乳兄弟である木村重成の妻となった。夫の重成が、大坂夏の陣を前にして食事断ちをして身を清めて戦死を覚悟しているのを知り、夫の出陣に先だつ慶長20年5月6日に自刃して、夫の門出を激励したという訓話で、烈女として知られる。ただし木村重成の伝承自体に不明な点が多く、逸話の史実性は低い。